# Gleichspannung
Eine Gleichspannung ist eine elektrische Spannung, deren Augenblickswert sich über einen längeren Betrachtungszeitraum nicht ändert. Sie hat zu jedem Zeitpunkt dasselbe Vorzeichen und denselben Betrag. In erweiterter Bedeutung wird auch dann von Gleichspannung gesprochen, wenn bei einer sich periodisch ändernden Spannung der Gleichanteil vorrangige Bedeutung hat, und wenn dabei die Spannung nicht die Polarität wechselt.
International wird zur Kennzeichnung das Kürzel DC für direct current verwendet, welches Gleichstrom bedeutet, aber auch für Gleichspannung verwendet wird (genauso wie AC für Wechselstrom/Wechselspannung).

Schaltzeichen gemäß für eine ideale Gleichspannungsquelle mit der elektrischen Spannung

## Erzeugung
Galvanische Zellen, Solarzellen und der Unipolargenerator sind Beispiele unmittelbar Gleichspannung erzeugende Spannungsquellen. Ferner kann Gleichspannung aus einer Quelle von nur geringer Belastbarkeit entstehen, die aber als elektrisches Signal bedeutsam sein kann, beispielsweise Thermospannung.

Eine durch Gleichrichtung und Glättung entstandene Spannung

Die in Kraftwerken von elektrischen Generatoren aufgrund einer Drehbewegung erzeugte elektrische Spannung ist hingegen eine Wechselspannung. Aus dieser kann mittels Gleichrichtern Gleichspannung erzeugt werden. Dabei entsteht primär eine Mischspannung, deren Mittelwert als Gleichspannung bezeichnet wird. Mit Glättungskondensatoren, alternativ bei größeren Strömen oder bei getakteten Netzteilen auch mit vorgeschalteten Spulen, kann der überlagerte Wechselanteil erheblich vermindert werden, so dass nur noch eine kleine Restwelligkeit bleibt; zugleich kann der Gleichanteil bis fast zum Scheitelwert der ursprünglichen Wechselspannung erhöht werden. Je größer die Kapazität des Kondensators bzw. die Induktivität der Spule ist, desto kleiner ist der Spitze-Tal-Wert der überlagerten Wechselspannung. Die zugehörige einem Verbraucher zur Verfügung gestellte Spannung kann nun als Gleichspannung betrachtet werden. Insbesondere bei der Anwendung in kommunikationstechnischen Anlagen ist nur eine sehr kleine Restwelligkeit erlaubt, um die empfindliche Elektronik nicht zu stören. In der Audiotechnik ist bei unzureichender Glättung ein Netzbrumm hörbar.
Je nach Erfordernis kann mit elektronischen Spannungsreglern weiter „geglättet“ werden. Hochwertige Spannungsregler werden mit (für sich alleine wenig belastbaren) Referenzspannungsquellen angesteuert.
Ferner entsteht Gleichspannung zum Beispiel durch Reibung und bei der Bildung von Gewittern; diese ist aber technisch nicht nutzbar.

## Schreibweise
Das Formelzeichen für die physikalische Größe „elektrische Spannung“ ist das {\displaystyle U}; bei Verwechselungsgefahr mit Wechsel- oder Mischspannung wird eine Gleichspannung gekennzeichnet durch einen waagerechten Strich als Index an das Formelzeichen, also {\displaystyle \textstyle U_{-}} . Das Einheitenzeichen V für Volt soll nicht mit einem Kennzeichen versehen werden. Für eine Gleichspannung von 12 V ist
{\displaystyle U_{-}=\;12\;\mathrm {V} }
zu schreiben. Wenn der Strich nicht verwendet werden kann, wird abgeleitet vom angelsächsischen Sprachraum der Index DC verwendet – sowohl bei Strom als auch bei Spannung, also hier {\displaystyle U_{\text{DC}}}. Die Anfügung an das Volt als Einheitenzeichen {\displaystyle \mathrm {VDC} } oder {\displaystyle \mathrm {V\;DC} } ist auch nach internationaler Normung nicht erlaubt.
In bestimmten Zusammenhängen (vorzugsweise bei Bauelementen der Digitaltechnik) werden Gleichspannungen bzw. die Anschlüsse dafür auch gekennzeichnet mit
- {\displaystyle U_{\text{SS}}} für Bezugspotential oder Masse ⏊
- {\displaystyle U_{\text{CC}}} oder {\displaystyle U_{\text{DD}}} für positive Spannung gegen ⏊
- {\displaystyle U_{\text{EE}}} für negative Spannung gegen ⏊